# 口角炎

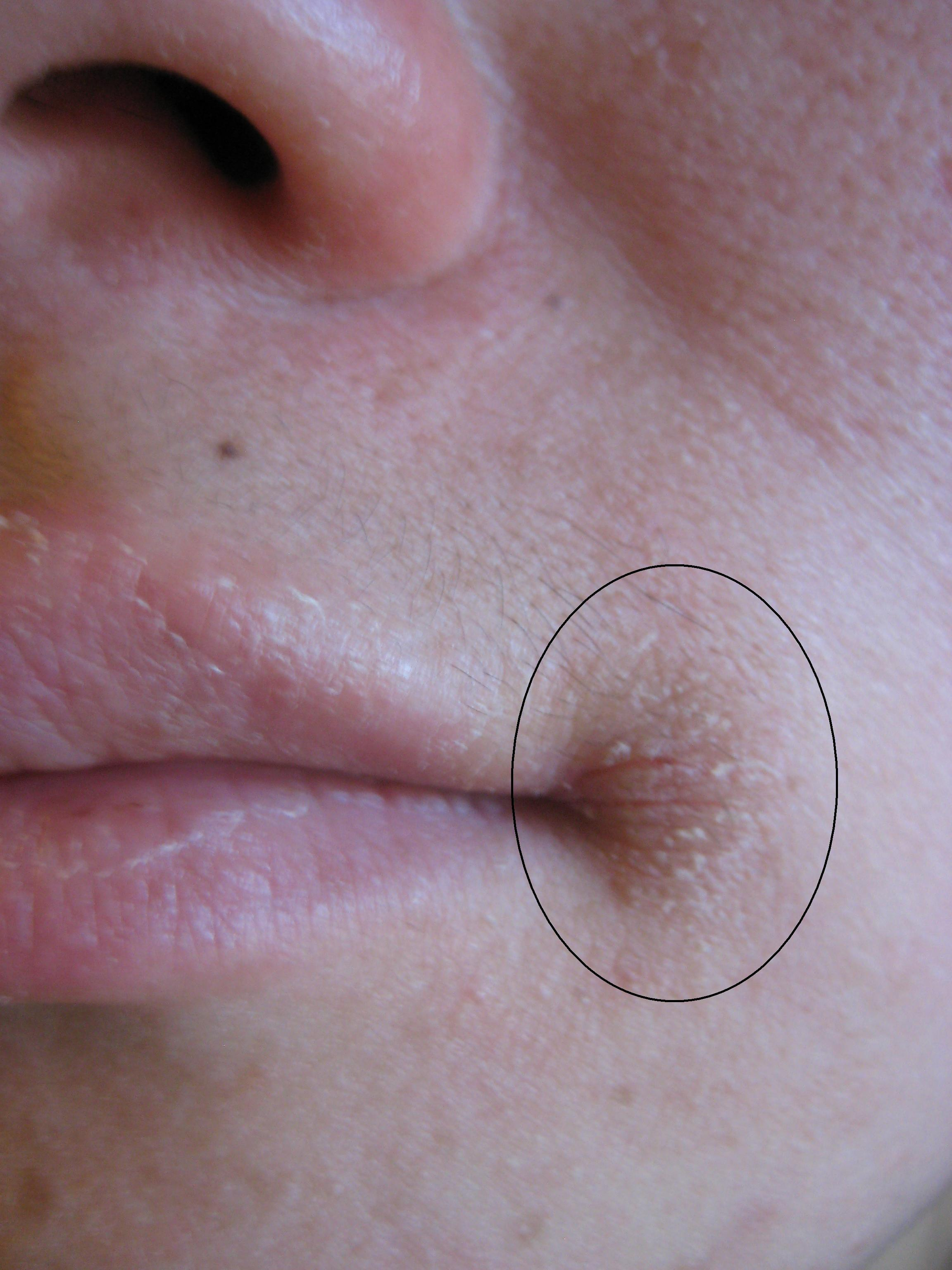
黒丸部分が口角炎

口角炎（こうかくえん、羅: cheilosis angularis）は、口角つまり唇の両端に炎症を生じ、亀裂や腫れ、痂皮ができる皮膚疾患である。疼痛を伴い、特に口を開けると痛い。カンジダ性口唇炎とも呼ばれる。

## 概要
真菌（主にカンディダと呼ばれる真菌類）が皮膚を刺激してかぶれを生じるのが主因と考えられている。
誘因として最も重要なのが、ビタミン欠乏（B2・B6）である。また、ステロイド剤などの薬剤の乱用が誘因になることもある。
カンジダは不完全菌に属する酵母の代表的なものであり、もともと口腔内やその他の体表に存在している菌、いわゆる常在菌で、健康な人体は免疫により過度の増殖を防いでいるが、体調の悪化などで免疫力が落ちると繁殖して日和見感染を起こすことがある。
口唇ヘルペス（英: Cold sore）と間違われやすいが、口唇ヘルペスは単純ヘルペスウイルスが原因のため、口角炎（英: Angular cheilitis）とは、治療法が異なる。
乾燥による口唇のひび割れ（口唇炎、英: Chapped lips）とも間違われやすい。
カンジタ症は、ビタミン欠乏症による免疫力の低下が主因で引き起こされる、悪玉菌増加による日和見感染である。カンジタ菌そのものは、元来はヒトの体表や消化管、それに女性の膣粘膜に普通に生息するもので、多くの場合は特に何の影響も与えない。また味噌やワインの発酵などにも関与している。
主な治療法は、ビタミン剤と乳酸菌整腸薬の内服と抗真菌薬の外用が効果的である。

## 治療
一般的には外用剤として抗真菌薬を使用する。そのほか、補助的に抗アレルギー薬・ビタミン剤の内服を行う。外用薬は薬局でも手に入るものもある。症状が強い場合や広範囲に病変がある場合は内服薬が必要になるが、病院でしか手に入らない。
対症療法として、殺菌消毒効果のあるゲンチアナバイオレット（英: Gentian violet）という塗り薬もあるが、発がんのおそれの疑い、生殖能または胎児への悪影響のおそれの疑い、飲み込むと有害などの危険性がある。
2%重曹水などによる洗口、アムホテリシンB・ナイスタチン軟膏の塗布という治療法もある。
洗口は、発症時に口内で増殖した菌を洗い流して症状を鎮めるのには有効であるが、日常から過剰に口内を洗浄していると、善玉菌まで洗い流してしまい、逆に感染症発生の原因になる可能性がある。
ビタミン剤などの経口錠(飲み薬)による治療とともに、軟膏やクリーム(クロトリマゾール、ミコナゾール硝酸塩、エコナゾール硝酸塩、イソコナゾール硝酸塩、硝酸オキシコナゾールなど)を1日2～3回患部に塗る。1～2週間の治療により85～95%は治るとされている。
栄養状態を改善し、バランスのとれた食生活を心がけることが重要である。
ビタミンB2を30～50mg/ビタミンB6を5～100mg/日内服

### 内服抗真菌薬の種類
トリアゾール系
- フルコナゾール（英: Fluconazole）（商品名:ジフルカン）

### 外用抗真菌薬の種類
イミダゾール系
- イソコナゾール（英: Isoconazole）（商品名アデスタン）
- ケトコナゾール（英: Ketoconazole）（商品名：ニゾラール）
- クロトリマゾール（英: Clotrimazole）（商品名：エンペシド）
- ミコナゾール（英: Miconazole nitrate ）

アリルアミン系
- 塩酸テルビナフィン（英: Terbinafine hydrochloride）（商品名：ラミシール）

### 民間療法薬の種類
- ティートゥリーオイル
- アロエベラ
- ワセリン
- メンソレータム
- ビタミンB群(B2、B6、B12、ナイアシン)
- ビタミンA
- ビタミンC
- 亜鉛
- 抗炎症剤（真菌類の感染が主因のため、抗炎症剤は、炎症はやわらげるが直接的な治療には、効果がうすい。）
  - ステロイド系抗炎症薬（トリアムシノロン）
- Lカゼイシロタ株
- ビフィズス菌
- 蜂蜜
- 梅干
- オリーブ・オイル
- 無塩バター
- キュウリ
- パウダルコ
- 月見草油（プリムローズ）
- ココナッツオイル(カプリル酸)

#### 治療薬
口唇炎、口角炎、口内炎などの主な治療薬。
- エンペシドクリーム、アデスタンクリーム（バイエル薬品）
- 大正口内軟膏、レビオ（大正製薬）
- モアリップ（資生堂薬品）
- 口腔用ケナログ（ブリストル製薬）

- サトウ口内軟膏（佐藤製薬）
- メンソレータムメディカルリップ（ロート製薬）

- 紫雲膏[1]

## 診療科
- 歯科（ただし、基礎疾患や薬物投与などの原因の場合は治療を担当する医師との連携が必要である）
- 皮膚科

## カラスのお灸
ビタミン類が発見される以前から、この疾患が食物と関係があり、特に偏食や、食事についてのお行儀の悪い子がなりやすいと言うことが言われていた。
自然界では、死体までつついたりする雑食性のカラス（ハシブトガラス、ハシボソガラス）が最も行儀の悪い生き物とされており、人間の子どものなかで行儀の悪いのがいると、カラスが「これは俺たちの仲間だ」とくちばしで印をつけて行く。その印が口角炎とされ、子どもたちに食物を大切に扱い、行儀良く食事をするための戒めにされていた。